# Médaille du Courage (Russie)
Pour les articles homonymes, voir Médaille du Courage.
La médaille du Courage (en russe : Медаль «За отвагу», Medal "Za otvagou") est une médaille militaire instituée le 17 octobre 1938 par décision du Præsidium du Soviet suprême. 
C'est la plus haute récompense qui puisse être décernée à un soldat de l'Union soviétique et récompense « les actes de courage sur le champ de bataille, pour la défense des frontières ou pour l’exécution de son devoir dans des situations à risques ». La médaille est faite d'argent et le char représenté sur l'avers est le T-35.

## Historique

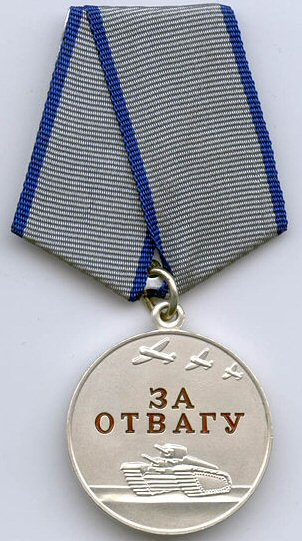
Médaille du Courage (version russe).

Les premières médailles du Courage furent décernées trois jours plus tard à trois garde-frontières durant la bataille du lac Khassan.
En 1980, les conditions d'obtention sont revues afin que la médaille soit effectivement attribuée pour actes de courage et non plus à l'ancienneté, une pratique fréquente en Union soviétique. Au total, 4 569 893 médailles furent décernées de 1938 à 1991, dont 1 940 431 durant la Seconde Guerre mondiale. Les soldats étrangers étaient également habilités à recevoir cette récompense et elle pouvait être reçue plusieurs fois.
La médaille du Courage a été conservée par la fédération de Russie après la disparition de l'Union soviétique ; le dessin est identique mais la mention « CCCP » a disparu.